# Charles Cotin (homme politique)
Pour l'homme de lettres, voir Charles Cotin.
Charles Cotin est un homme politique français né le 8 août 1876 à Lure (Haute-Saône) et décédé le 31 mars 1943 à Lure.

## Biographie
Né dans une famille ouvrière, Charles Cotin est orphelin de père à l'âge de deux ans, et est élevé par sa mère, ouvrière journalière.
Bon élève, il peut entamer des études, qu'il n'achève pas pour des raisons financières, au collège de Lure, où il fait la connaissance d'Albert Mathiez, qui sera son ami toute sa vie durant.
Devenu apprenti tourneur, puis dessinateur industriel, il organise à la fin des années 1890 un petit groupe socialiste dans la région de Lure, qu'il structure après son service militaire, qu'il achève en septembre 1898.
Ce n'est cependant qu'en 1900 que ce groupe se transforme en section socialiste, la première du département, qui s'affilie à la fédération du Doubs et Haut-Rhin. Cotin collabore alors au journal de cette fédération, l'Union Socialiste, sous le pseudonyme de Germain Duval.
L'année suivante, cependant, cette section rompt avec la fédération et adhère à l'Alliance communiste de Victor Dejeante et Arthur Groussier.
Cotin œuvre alors au développement de nouvelles sections socialistes, mais le mouvement n'est alors pas assez fort pour avoir d'autre choix que de soutenir un candidat radical-socialiste, René Renoult, lors des élections législatives de 1902.
Cotin développe cependant surtout son activité dans le syndicalisme. En 1901, il devient président de la chambre syndicale des ouvriers des constructions mécaniques qu'il vient de constituer, mais œuvre aussi au développement de syndicats dans des métiers divers dans tout le département, et aux alentours.
En 1902, il parvient à créer une union départementale des syndicats, dont il devient le secrétaire général.
Cet engagement lui vaut d'être contraint à la démission de son emploi aux usines Grünn, comme une quinzaine d'autres militants, socialistes ou syndicalistes.
Il est alors contraint d'exercer plusieurs petits métiers pour vivre, sans réussir à obtenir un emploi, le patronat local l'ayant blacklisté.
En 1903, il se résout à gagner Paris, où il n'arrive pas non plus à obtenir d'emploi fixe, et poursuit son activité syndicale, avant de revenir à Lure, en 1906, où il travaille comme photographe et vendeur de bicyclettes et de montres.
Il milite alors essentiellement dans le cadre politique. Il participe activement à la constitution d'une fédération socialiste de Haute-Saône, affiliée à la SFIO, et qui, dès sa constitution en 1908, le désigne comme secrétaire général. De cette période date le début d'une longue amitié avec Ludovic-Oscar Frossard.
Il est aussi, dans cette période, un militant actif de la Libre Pensée.
Candidat aux législatives en 1910, il n'obtient que quelques centaines de voix et doit se désister en faveur du sortant, le radical Mathis, qui est réélu.
Cet échec électoral fait suite à celui de la grève des mineurs de Ronchamp, qui s'achève en mars 1910, après deux mois d'action, sans autre résultat qu'une forte répression qui affaiblit considérablement la fédération socialiste, incapable de présenter des candidats aux législatives de 1914.
Après plusieurs années où il travaille à Lille, Cotin revient à Lure en 1922 et entame sa carrière électorale. Conseiller municipal de Lure à la faveur d'une partielle en 1924, il est élu maire l'année suivante, et conserve ce mandat jusqu'en 1936.
En 1928, il est élu député, recueillant 54 % des voix au second tour qui l'oppose à un candidat de droite.
À la fin de l'année, il redevient secrétaire général de la fédération socialiste.
Malade, il s'éloigne cependant de l'activité politique, et ne se représente pas aux élections de 1932, laissant la voie libre à Frossard, qui réussit son parachutage.
La rupture de ce dernier avec la SFIO, en 1935, conduit non seulement à une brouille politique, mais aussi à la fin de leur longue amitié.
Il meurt en 1943, pendant l'occupation, des suites de sa maladie.

## Sources
- « Charles Cotin (homme politique) », dans le Dictionnaire des parlementaires français (1889-1940), sous la direction de Jean Jolly, PUF, 1960 [détail de l’édition]
- Dictionnaire biographique du mouvement ouvrier, mouvement social, notice de Justinien Raymond